# Forma de curvatura
En geometría diferencial, la forma de curvatura es una generalización del tensor de curvatura a un fibrado principal con conexión arbitrario.
Sea E → B un fibrado con grupo de estructura el grupo de Lie G y {\displaystyle {\mathfrak {g}}} el álgebra de Lie de G.
Asumamos que ω denota la 1-forma a valores en {\displaystyle {\mathfrak {g}}} que define la conexión en un fibrado. Entonces la forma de curvatura es la 2-forma Ω= d ω + ω ∧ ω aquí d es la derivada exterior y ∧ es el producto cuña (es un poco extraño aplicar el producto cuña a las formas con valores en {\displaystyle {\mathfrak {g}}}, pero trabaja de la misma manera).
Para el fibrado tangente de una variedad de Riemann tenemos O(n) como el grupo de estructura y el Ω es la 2-forma con valores en {\displaystyle {\mathfrak {o}}}(n) (que se pueden pensar como matrices antisimétricas, dada una base ortonormal). En este caso la forma Ω es una descripción alternativa del tensor de curvatura, a saber en la notación estándar (usando un marco tangente coordenado {\displaystyle \partial _{s}}) para el tensor de curvatura tenemos 
{\displaystyle R(X,Y)\partial _{k}={\Omega ^{s}}_{k}(X,Y)\partial _{s}}.